# Hadena silenides
Hadena silenides là một loài bướm đêm thuộc họ Noctuidae. Nó được tìm thấy ở Bồ Đào Nha, Tây Ban Nha, từ Mauretania tới Ai Cập, Israel, Liban, Syria, Jordan, bán đảo Arabian, Iraq và Iran.
Con trưởng thành bay từ tháng 1 đến tháng 4 làm một đợt in Israel.